# Santibáñez de Béjar
Santibáñez de Béjar és un municipi de la província de Salamanca a la comunitat autònoma de Castella i Lleó. És travessat pel riu Tormes i és proper a la frontera amb la província d'Àvila.

## Demografia
| 1991 | 1996 | 2001 | 2004 |
| ---- | ---- | ---- | ---- |
| 757  | 722  | 649  | 618  |